# Bernard van Dieren
Bernard Hélène Joseph van Dieren (født 27. december 1887 i Rotterdam, Holland - død 24. april 1936 i London, England) var en hollandsk/engelsk komponist, musikkritiker og forfatter.
Dieren var som komponist primært selvlært, indtil han i 1912, mødte Ferruccio Busoni og Arnold Schönberg, som han tog privat timer i komposition hos. Han har skrevet to symfonier, orkesterværker, kammermusik, en opera, seks strygekvartetter, klaverstykker, sange etc. Dieren emigrerede til England i 1909, og blev musikkritiker på den Holandske avis Nieuwe Rotterdamsche Courant, og levede samtidig som freelancekomponist ved siden af. Han skrev bl.a. også kontroversielle essayer om musikkomponister i bogen Nede blandt de døde mænd (1935), som omhandlede komponister som feks. Franz Liszt, Charles-Valentin Alkan og Giacomo Meyerbeer.

## Udvalgte værker
- Symfoni nr. 1 "Kinesisk" (1914) - for orkester
- Symfoni nr. 2 (I tre danse satser) (1936) (ufuldendt) - for orkester
- Symfonisk epilog til Cenci (1910) - for orkester
- Elegi (1908) - for cello og orkester
- Serenade (1925) - for kammerorkester
- Seks Strygekvartetter (1912, 1917, 1919, 1923, 1925, 1927)